# Indische Pfingstkirche Gottes
Die Indische Pfingstkirche Gottes (engl.: Indian Pentecostal Church of God, IPC) ist die größte indigene Pfingstkirche in Indien mit Hauptquartier in Hebron im Bundesstaat Kerala.

## Gründung und Geschichte
Die Bewegung der Indischen Pfingstkirche Gottes wurde 1924 in Mulakuzha im keralesischen Distrikt Alappuzha von Pastor K.E. Abraham gegründet, der von den Schriften amerikanischer Missionare dazu angeregt wurde. 1933 wurde die „The South Indian Pentecostal Church of God“ in Aranmula offiziell registriert und 1935 als „The Indian Pentecostal Church of God“ in ganz Indien etabliert (Government of India the Societies Act XXI of 1860 at Eluru on December 9,1935 with the Registration Number 9/1935-36).

## Heutige Situation
Die Organisation hat nach eigenen Angaben 7500 Kirchgemeinden in 25 Regionen bzw. Staaten der Welt, die größte Anzahl davon in Kerala, Indien, wo es allein 4500 Pfingstgemeinden dieser Denomination gibt.
IPC gründete und betreibt den Fernsehsender Power Vision TV, der eine Reichweite von mehr als 20 Mio. Zuschauer hat.